# Claudia Megrè
Claudia Di Pietro (Nápoles, Italia; 3 de marzo de 1986) conocida por su nombre artístico Claudia Megrè, es una cantante italiana de música pop-rock. Su nombre artístico fue creado a partir de la existencia de la estrella Megrez de la constelación de la Osa Mayor, con una magnitud aparente de + 3,32. La magnitud aparente de la estrella coincide con la fecha de nacimiento de la artista.

## Discografía
2005-2010
Durante estos años, Claudia Megrè fue galardonada con varios premios en distintos festivales cómo el festival del Mar Tirreno o el Festival de San Remo.
2011-2012: Primeros sencillos
En julio de 2011, sale a la luz el primer sencillo de Claudia Megrè, titulado "Dimmi che". Al año siguiente, lanza su segundo sencillo "Da domani", en ese mismo año se estrena "Liù". También realiza una colaboración con el rapero Gué Pequeno de Club Dogo en el sencillo "Chi non si arrende". Finalmente, en el verano del año 2013, su primer álbum sale a la venta.
2014: The Voice, Italy
En el año 2014, Claudia Megré decide participar en la versión italiana del concurso "La Voz", dónde es seleccionada por tres de los cuatro "coaches", decidiendo Claudia ingresar en el equipo del cantautor italiano Piero Pelú. Claudia continúa su permanencia dentro del concurso tras la superación de dos batallas, finalmente es eliminada en las actuaciones en directo, pese a no ser la menos votada, pero el "coach" se decantó por la participante menos votada, siendo Claudia Megrè eliminada al recibir un 16,19 % de las votaciones frente a otra participante que obtuvo el 16,21 %.
La decisión de Piero Pelú unido a la escasa diferencia entre ambas participantes supuso la expulsión de Claudia Megrè en el concurso.
Los temas interpretados por Claudia Megrè durante el concurso fueron los siguientes:
Para obtener su entrada en el concurso interpretó el tema "Wish you were here" de Pink Floyd. Durante la fase de batallas, interpretó "Città vuota" de Mina durante la primera batalla, para posteriormente interpretar "Nobody´s wife" de Anouk durante la segunda. En su eliminación, Claudia Megrè interpretó el tema "Non succederà più" de Claudia Mori.
Actualidad
En la actualidad Claudia Megrè se encuentra preparando el que será su segundo álbum, del cual se ha desprendido el primer sencillo "Tatuami".

### Colaboraciones
- C'è chi non si arrende - Gué Pequeno de Club Dogo

- Un punto e poi da capo - Tony Maiello

- E già mi sento in vacanza - Clementino

## Premios y nominaciones
- Artistas emergentes en el Festival de San Remo.